# Pleioblastus amarus
Pleioblastus amarus är en gräsart som först beskrevs av Yi Li Keng, och fick sitt nu gällande namn av Keng f. Pleioblastus amarus ingår i släktet grenbambu, och familjen gräs. Inga underarter finns listade i Catalogue of Life.